# Ротач, Александр Лукич
Александр Лукич Ротач (1893—1990) — советский художник, архитектор, писатель. Член Союза Архитекторов СССР.

## Биография
А. Л. Ротач родился 19 (31) июля 1893 года в Ялте в семье портового грузчика.
У мальчика Саши были проблемы со здоровьем, и до полутора лет он не ходил.
Врачи не смогли помочь ребёнку, и, когда в городе был столичный пастырь Иоанн Кронштадтский, родители попросили его помочь.
Святой Иоанн внёс мальчика в алтарь, и через некоторое время мальчик поправился.
С детства Александр Ротач имел склонность к рисованию, но отец настаивал на том, чтобы сын выбрал профессию, связанную с морем или стал инженером.
Начальник порта по фамилии Делагерт увидел рисунки мальчика, заступился за него и просил отца не препятствовать выбору сына.
Позже, около 1910 года, А. Л. Ротач выполнял рисунки во время строительства царской резиденции в Ливадии.
Архитектором этого проекта был Н. П. Краснов, у которого Александр многому научился.
В результате после работы на строительстве дворца А. Л. Ротач отправился в столицу продолжать обучение; он прибыл в Санкт-Петербург в 1912 году.
Он получил блестящее для своего времени образование: по прибытии в Санкт-Петербург он поступил в Центральное училище технического рисования, впоследствии он закончил Петербургскую Академию художеств и Санкт-Петербургский политехнический институт.
Разносторонне одарённый человек, он работал в нескольких направлениях искусства, был популярным художником 1930-х годов.
Его рисунки с видами Крыма, Ленинграда, Павловска пользовались большой популярностью.
Исследователи отмечают, что после выставок у А. Л. Ротача практически всегда пропадали отдельные картины.
Сам Александр Лукич относился к этому с иронией, известна его фраза в ответ на такую новость: «Значит, хорошо рисую!».
В 1920-е годы А. Л. Ротач выполнял проекты различных общественных зданий: ворота в городской парк (1915), проект зимнего театра на станции Славянка (1921).
Кроме этого были работы идеологической направленности, в 1920 году он проектировал Петроградский уездный Совдеп.
Александр Ротач делал эскизы для шалаша Ленина в Разливе, стал первым прорабом строительства памятника.
После этого Александр Лукич был репрессирован и вышел из заключения в 1930-х годах.
Позже Александр Лукич внёс неоценимый вклад в сохранение и восстановление архитектурных памятников Санкт-Петербурга.
В послевоенное время А. Л. Ротач активно работал в области реставрации.
Он руководил проектами реставрации ряда объектов:
- 1954—1963 Исаакиевский собор,
- 1951 архитектурный декор Петровских ворот,
- 1953 1-й Инженерный мост, реставрация
- 1953 Аларчин мост, восстановление утраченных обелисков-фонарей[4].
- 1959 Аларчин мост, вторая часть работ на мосту[4].
- архитектура Львиного моста,
- Реставрация Мало-Калинкина и Ново-Калинкина мостов,
- Реставрация Конюшенных мостов,
- Красный мост через Мойку.

Произведения А. Л. Ротача экспонировались на нескольких художественных выставках.
Одна из последних выставок художника проходила в Невской куртине в 2006 году.
На ней были представлены рисунки художника из серии «Наводнение 1924 года в Ленинграде».
Работы художника были включены в фонды ряда отечественных музеев. Это экспозиция особняка графа Румянцева, а также другие музеи Санкт-Петербурга.

## Публикации
- Ротач Александр Лукич. Чугунные арочные мосты в Ленинграде // Архитектурное наследство. — Л., 1955. — Т. Выпуск 7.
- Ротач Александр Лукич. Монферран. — Л.: Лениздат, 1979. — 176 с. — (Зодчие нашего города). — 40 000 экз.
- Ротач Александр Лукич, Чеканова Ольга Александровна. Огюст Монферран. — Л.: Стройиздат, 1990. — 224 с. — (Мастера архитектуры). — 40 000 экз. экз. — ISBN 5-274-01153-5.
- Ротач Александр Лукич. Исаакиевский собор. — Л.: Под редакцией проф. В. И. Пилявского, 1962. — 17 000 экз.
- Ротач Александр Лукич. Александровская колонна. — Л., 1966. — 50 000 экз.